# Acido flufenamico
L'acido flufenamico (conosciuto anche durante la fase sperimentale con la sigla CI-440) è un farmaco anti-infiammatorio non steroideo (FANS) derivato dell'acido fenamico. Il composto si presenta come una polvere cristallina di colore giallo pallido, pressoché insolubile in acqua ma solubile nei comuni solventi (cloroformio ed altri). Il farmaco è dotato di proprietà di tipo antinfiammatorio, analgesico, antipiretico e di antiaggregazione piastrinica. È usato principalmente nel trattamento dei disturbi muscolo-scheletrici ed articolari e somministrato per via orale o come applicazione topica. In Italia il farmaco è venduto dalla società farmaceutica Sankyo Pharma Italia con il nome commerciale di Mobilisin e nella forma farmaceutica di pomata.

## Farmacodinamica
L'acido flufenamico è un inibitore della sintesi delle prostaglandine, appartenente alla classe degli acidi fenamici. L'inibizione avviene attraverso il blocco dell'enzima prostaglandina-endoperossido sintasi, noto anche come cicloossigenasi. A tale azione principale sembra associarsi un'azione di inibizione degli enzimi proteolitici.

## Farmacocinetica
Dopo somministrazione orale l'acido flufenamico viene rapidamente assorbito dal tratto gastrointestinale. La concentrazione plasmatica massima (Cmax) viene raggiunta entro 2 ore dalla assunzione. Nell'organismo viene metabolizzato grazie a dei processi di idrossilazione e coniugazione con l'acido glucuronico. Circa la metà della dose assunta viene escreta nelle urine entro 72 ore e circa il 35% viene escreta attraverso le feci. Nelle urine si ritrovano principalmente i metaboliti coniugati ed idrossilati ed in misura minore il farmaco immodificato.

## Usi clinici
L'acido flufenamico per via orale è indicato per il sollievo di segni e sintomi associati alle osteoartriti, alla artrite reumatoide, alla spondilite anchilosante. È stato anche utilizzato nel trattamento della cefalea ed emicrania e della dismenorrea primaria.
La pomata trova utilizzo nelle affezioni dolorose e flogistiche dell'apparato locomotore, nelle mialgie, nelle tendiniti, nelle artralgie oltre che nelle tensioni muscolari, nella lombalgia acuta, nelle cervicalgie e nella sciatica.

## Controindicazioni
Il farmaco non deve essere utilizzato in soggetti con ipersensibilità nota verso il principio attivo od uno qualsiasi degli eccipienti.

## Dosi terapeutiche
Per la formulazione pomata in generale sono sufficienti 3-4 applicazioni giornaliere sulla zona cutanea interessata, utilizzando ogni volta una piccola quantità di prodotto (circa 5 cm) e lievemente massaggiando. I migliori risultati si ottengono con applicazioni ripetute nel tempo.

## Chimica
La sintesi dell'acido flufenamico viene eseguita attraverso la reazione di Ullmann-Goldberg a partire dall'acido 2-clorobenzoico che reagisce con 3-trifluorometilanilina

in presenza di rame e di una base:
Anziché l'acido 2-clorobenzoico si può utilizzare il derivato bromato oppure quello iodato.